# Monastir (Tunísia)

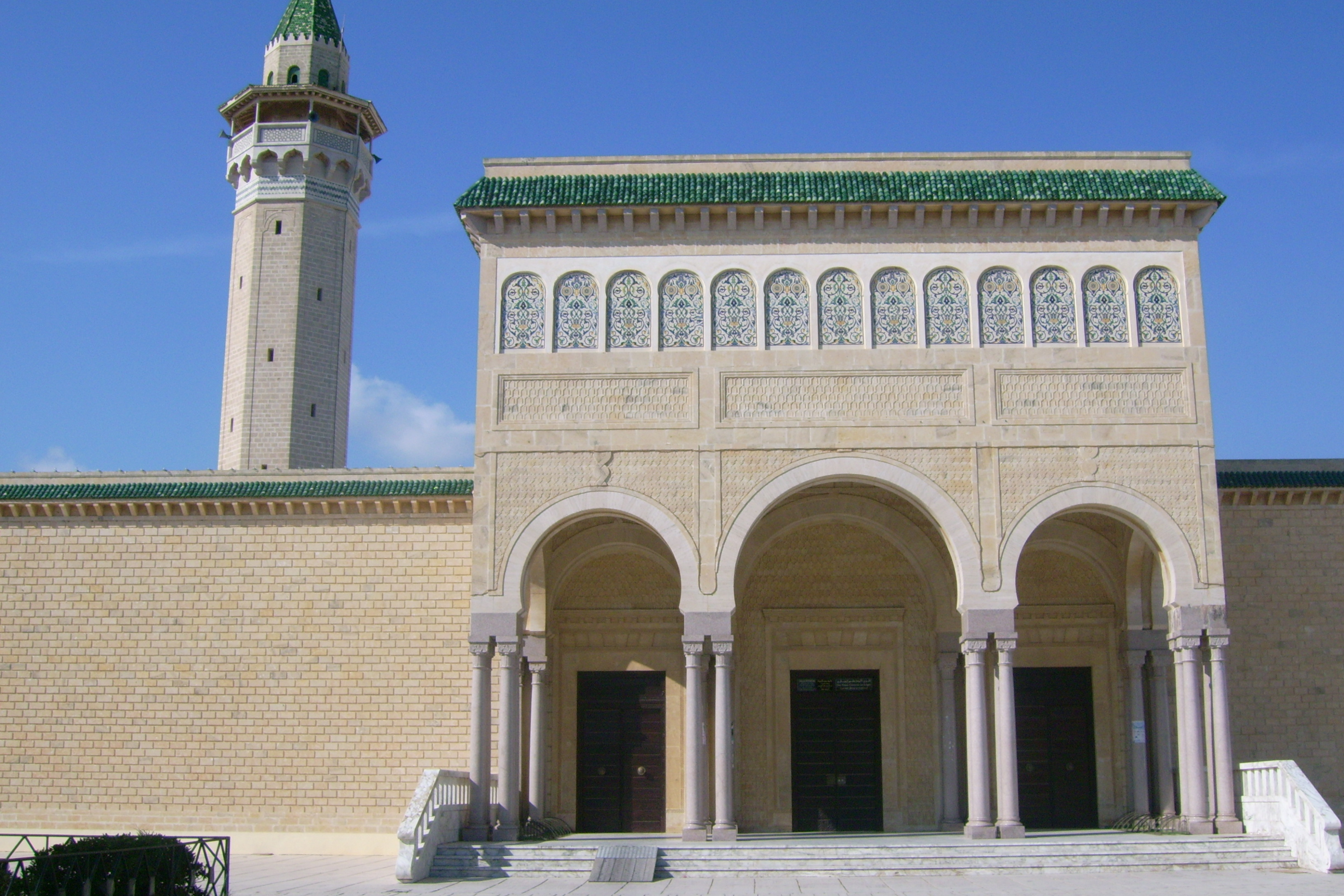
Mesquita Bourguiba

Monastir (àrab: منستير, Munastīr) és una ciutat de Tunísia a la governació de Monastir, en una petita península que forma el tancament sud del golf de Hammamet i 17 km al sud-est de Sussa. Té aeroport internacional (Monastir-Habib Bourguiba), situat en territori de Skanes. El seu nom deriva del llatí monasterium (‘monestir’). La municipalitat té 71.546 habitants (dels quals, més de 40.000 són a la ciutat mateixa) i és capçalera d'una delegació de 68.960 habitants (cens del 2004).
Com a ciutat natal del primer president de Tunísia, Habib Bourguiba, fou convertida en capital d'una governació. També s'hi va construir un palau presidencial, tot i que amb propietat al lloc proper de Skanes.

## Economia
Actualment és el centre d'una zona turística que s'estén al nord cap a Skanes i La Dkhila i, al sud, per la governació de Mahdia.
Les salines de la rodalia i la pesca, sobretot de la sardina, hi continuen sent activitats destacades, encara que la ciutat disposa d'indústries diverses. A la rodalia, el cultiu de l'olivera destaca sobre qualsevol altre i es pot considerar un monocultiu i l'oli d'oliva de tota la regió s'exporta pel seu port.

## Urbanisme
La ciutat es troba en una península amb una illa, actual anomenada de Sidi El Gadamsi i antigament Djezira al-Ustany o île du Centre, enfront de la badia principal o Marina (amb el cap de la Marina) i del cementiri de Sidi El Mazeri. Al sud, el port d'oci, a la vora del qual es troba la fortalesa i la Gran Mesquita. L'alcassaba és al nord-est. La mesquita de Bourguiba és al centre de la ciutat, juntament amb el mausoleu de la família (Turbat Al Burkiba, construït a partir del 1963), on hi va ser enterrat el president Bourguiba el 2000; tot el recinte ha esdevingut lloc de visita obligada. El Palau de Congressos és a la part sud de la ciutat. Entre Skanes i Monastir, hi ha la Cité des Sports.
A la rodalia hi ha dues illes més, Djezira al-Hammam o ‘illot dels Coloms’ i Djezira al-Tonnara. A l'illa de Sidi El Gadamsi, hi ha una cinquantena de coves artificials, probablement d'origen púnic.

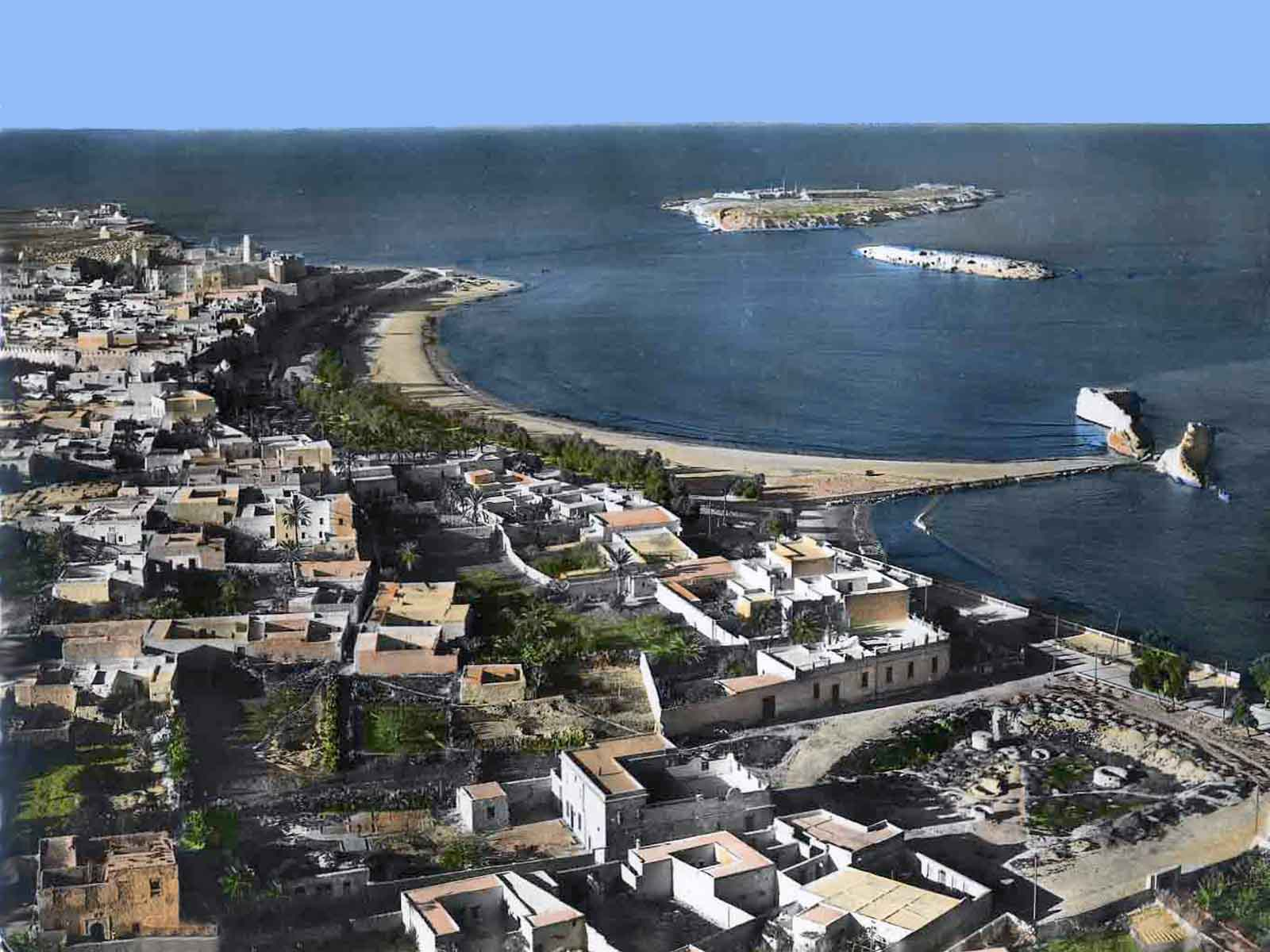
La ciutat el 1956

## Història
La moderna ciutat s'aixeca sobre l'emplaçament de l'antiga Ruspina del romans. Cèsar hi va establir el seu campament el 46 aC, abans de la batalla de Ruspina, l'atac final als pompeians.
El 796, per ordre del califa Harun ar-Raixid, el governador àrab Hàrthama ibn Àyan hi va construir un ràbita o ribat per fer front als atacs marítims duts a terme pels romans d'Orient, segurament des de Nàpols, Amalfi i Gaeta. És probable que la ràbita es construís sobre un anterior edifici religiós cristià, o bé la població cristiana local li va donar el nom de monestir perquè tenia certes similituds amb els monestirs cristians. Sembla que no hauria estat la primera ràbita de la regió, ja que durant el govern de Yazid ibn Hàtim al-Muhal·labí, que va governar del 772 al 788, se'n va construir una a Sussa, tot i que, a causa d'un error en la inscripció commemorativa, aquesta ràbita ha estat datada més tard, vers el 821/822.
A la primera ràbita, se n'hi van afegir més tard, al segle ix, dues altres, i el conjunt fou sovint anomenat Qussur al-Munastir, ‘alcàssers de Monastir’.
Més tard, es van donar terres en hubús o waqf als morabits que residien a la ràbita. De fet, el servei a la ràbita va adquirir la consideració de fet meritori. Abu-l-Àrab al-Qayrawaní esmenta un hadit que diu: «Qui serveix tres dies a la vila de Monastir adquireix el dret al paradís.» Arran d'això, la ràbita de Monastir fou la més venerada del Magrib i, per aquesta raó, els darrers membres de la dinastia zírida es van enterrar al cementiri proper.
El mausoleu més venerat fou el de l'imam maliquita al-Mazarí (nascut a Sicília i predicador a Mahdia vers el 1141). En aquesta època, la ràbita i el seu prestigi ja havien entrat en decadència i al-Mazarí ho descriu en una fàtua, en què fa constar que els morabits ja no hi viuen, però encara recapten les almoines (maruf) i que molts morabits han esdevingut propietaris hereditaris de terres a la rodalia, terres que s'havien posat en explotació; tot plegat la fa recordar la forma de vida dels monjos cristians.
Després de l'enterrament d'al-Mazarí, el lloc va recuperar el prestigi religiós de la incipient ciutat, de forma que aquesta fou respectada pels Banu Hilal, que coneixien el seu caràcter sagrat.
Piri Reis esmenta la zàwiya habitada per estudiants i morabits. Els maltesos Lanfreducci i Bosio feien constar, el 1587, les visites dels pirates turcs a Monastir per devoció als seus morabits. El turcs van modificar les muralles de la ràbita per instal·lar-hi artilleria.
La ràbita és actualment un museu. La ciutat no va prosperar fins als anys 1960, quan el president Bourguiba va imposar el seu desenvolupament i hi va fer construir la mesquita i mausoleu que duen el seu nom, amb un nou impuls als anys 1970 amb la construcció de l'aeroport, coincidint amb el desenvolupament del turisme.

## Administració
És el centre de la delegació o mutamadiyya homònima, amb codi geogràfic 32 51 (ISO 3166-2:TN-12), dividida en nou sectors o imades:
- El Medina (32 51 51)
- El Medina 2 (32 51 52)
- Bab El Gharbi (32 51 53)
- Er-Rbat (32 51 54)
- El Helia (32 51 55)
- El Halia 2 (32 51 56)
- Skanes (32 51 57)
- Khenis (32 51 58)
- Khenis Nord (32 51 59)

Al mateix temps, forma una municipalitat o baladiyya (codi geogràfic 32 11), dividida en quatre circumscripcions o dàïres:
- El Medina 1 (32 11 11)
- Helia (32 11 12)
- Skanes (32 11 13)
- El Medina 2 (32 11 14)

## Agermanaments
La ciutat de Monastir està agermanada amb:
- Duixanbe, Tadjikistan
- Manisa, Turquia
- Münster, Alemanya
- Saint-Étienne, França
- Tetuan, Marroc
- Timișoara, Romania
- Tizi Ouzou, Algèria

## Referències

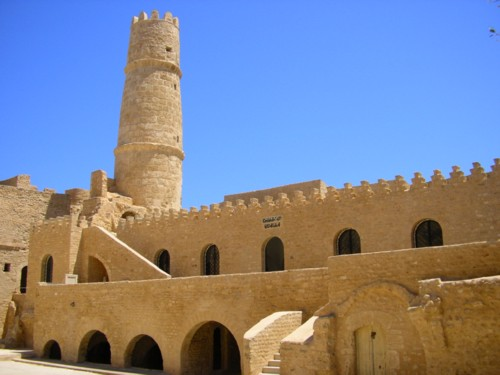
Ràbita